# Monte Gleno
Le Monte Gleno est une montagne qui s’élève à 2 865 m d’altitude dans les Alpes bergamasques, en Italie.